# Iller
De Iller is een rechterzijrivier van de Donau in Zuid-Duitsland.

## Geografie
De rivier is 147 km lang en begint op 783 meter hoogte boven zeeniveau in Oberstdorf in de Allgäu, waar drie bronriviertjes samenkomen: de Breitach, de Trettach en de Stillach. De Iller stroomt vanuit de Noordelijke Kalkalpen (Allgäuer Alpen) naar het noorden om vlak voor Ulm, op een hoogte van 468 meter hoogte boven zeeniveau, uit te monden in de Donau. Het stroomgebied van de rivier is 2.152 km² groot.
Van Lautrach tot Neu-Ulm vormt de rivier de grens tussen de deelstaten Baden-Württemberg in het westen en Beieren in het oosten. De voornaamste steden aan de rivier zijn Kempten, Memmingen en Ulm.
De Iller heeft talrijke zijbeken en -riviertjes, waarvan er verscheidene een naam op -ach (-aa of -water) dragen. Verwarrend is, dat twee daarvan Rottach heten. De ene is een rechter zijbeek van 16 km lengte bij Rettenberg, de andere, meer stroomafwaarts, is een linker zijbeek bij Kempten, die 14 km lang is. Het langste zijriviertje, dat hier en daar 5 m breed is en dat 36 km lang is, stroomt door de stad Memmingen en heet Memminger Ach. Geen van deze zijbeken is bevaarbaar.
De Iller en het Illerkanal worden op ten minste 14 plaatsen gebruikt voor de opwekking van elektriciteit.

## Geschiedenis
De naam van de rivier de Iller komt van een Keltisch woord ilara voor haastig, dus: snel stromend. Van plm. 290 tot plm. 488 was de Iller een deel van de grens van het Romeinse Rijk, de limes.
Van 1397 tot 1918 was de houtvlotterij op de Iller een transportmethode van economisch belang.
In juni 1910 waren er hevige overstromingen. De Iller was buiten haar oevers getreden en stroomde zo wild en krachtig, dat diverse bruggen het begaven en werden meegesleurd. Nadien is een (in 1927 geheel voltooid) parallelkanaal, het Illerkanal, aangelegd voor de waterhuishouding en het aandrijven van waterkrachtcentrales. Dit kanaal is 41 km lang en loopt van Ferthofen, gemeente Memmingen naar Illerzell, gemeente  Vöhringen. 

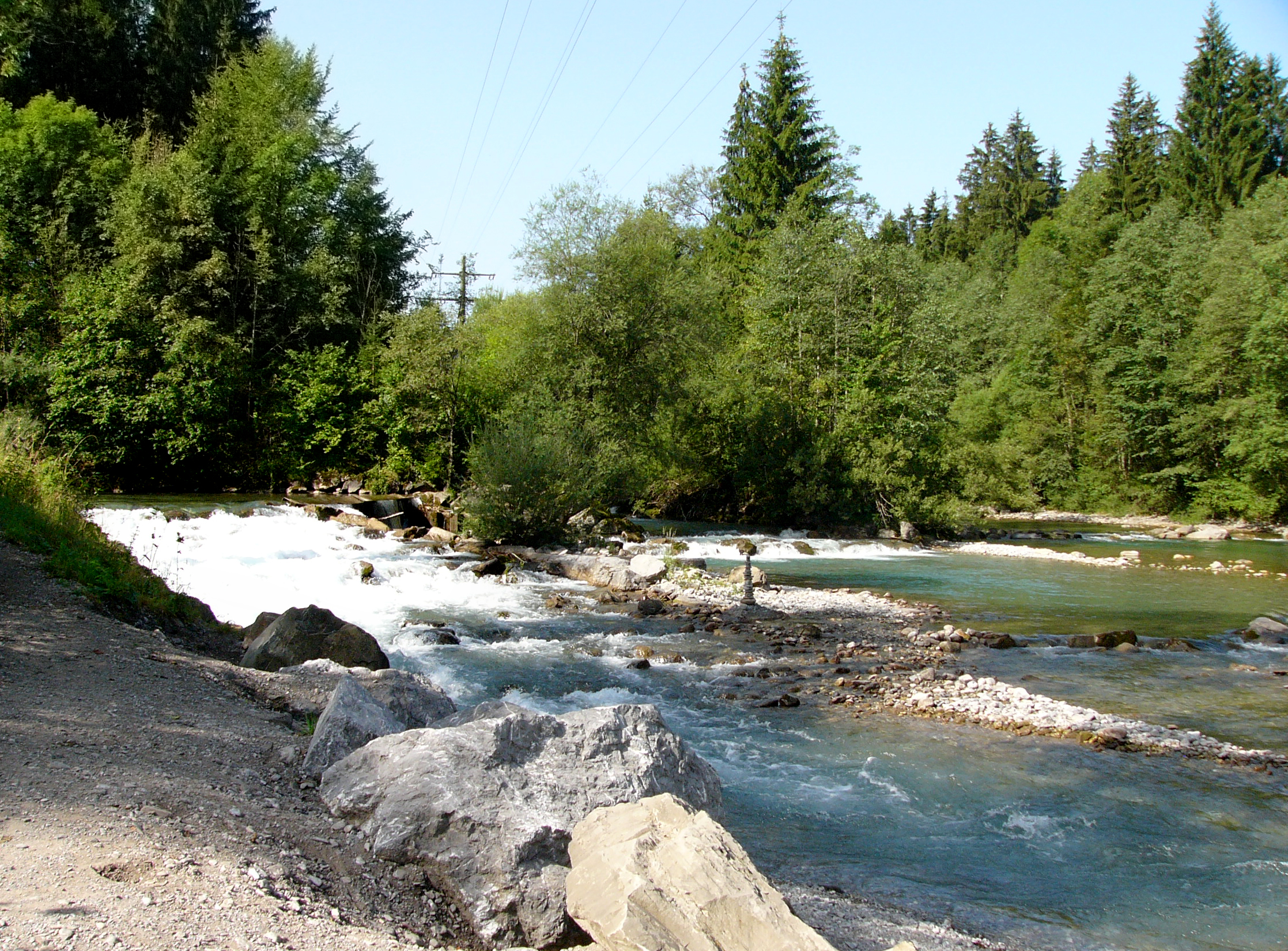
De oorsprong van de Iller, samenvloeiing van bergbeken
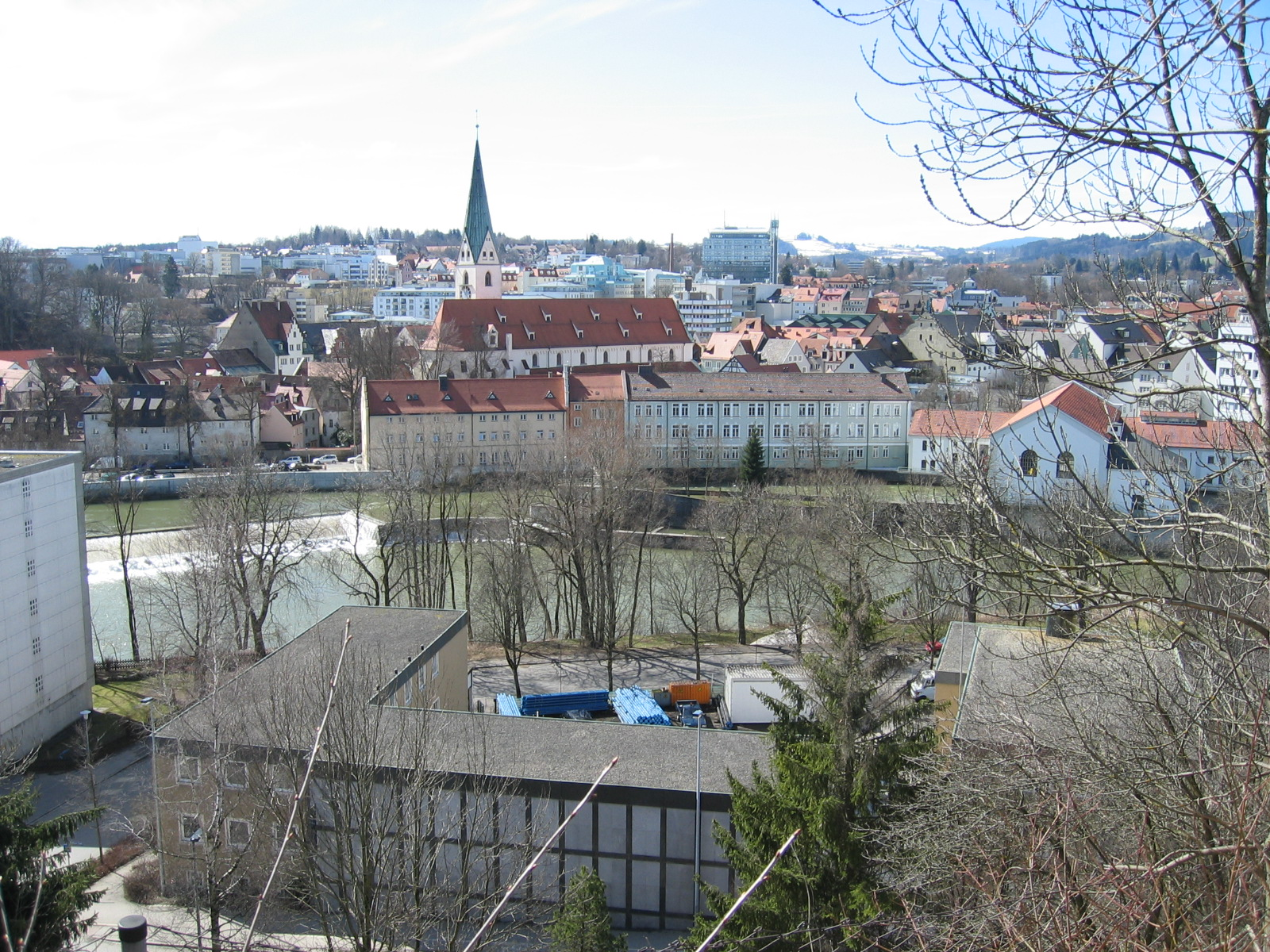
De Iller bij Kempten
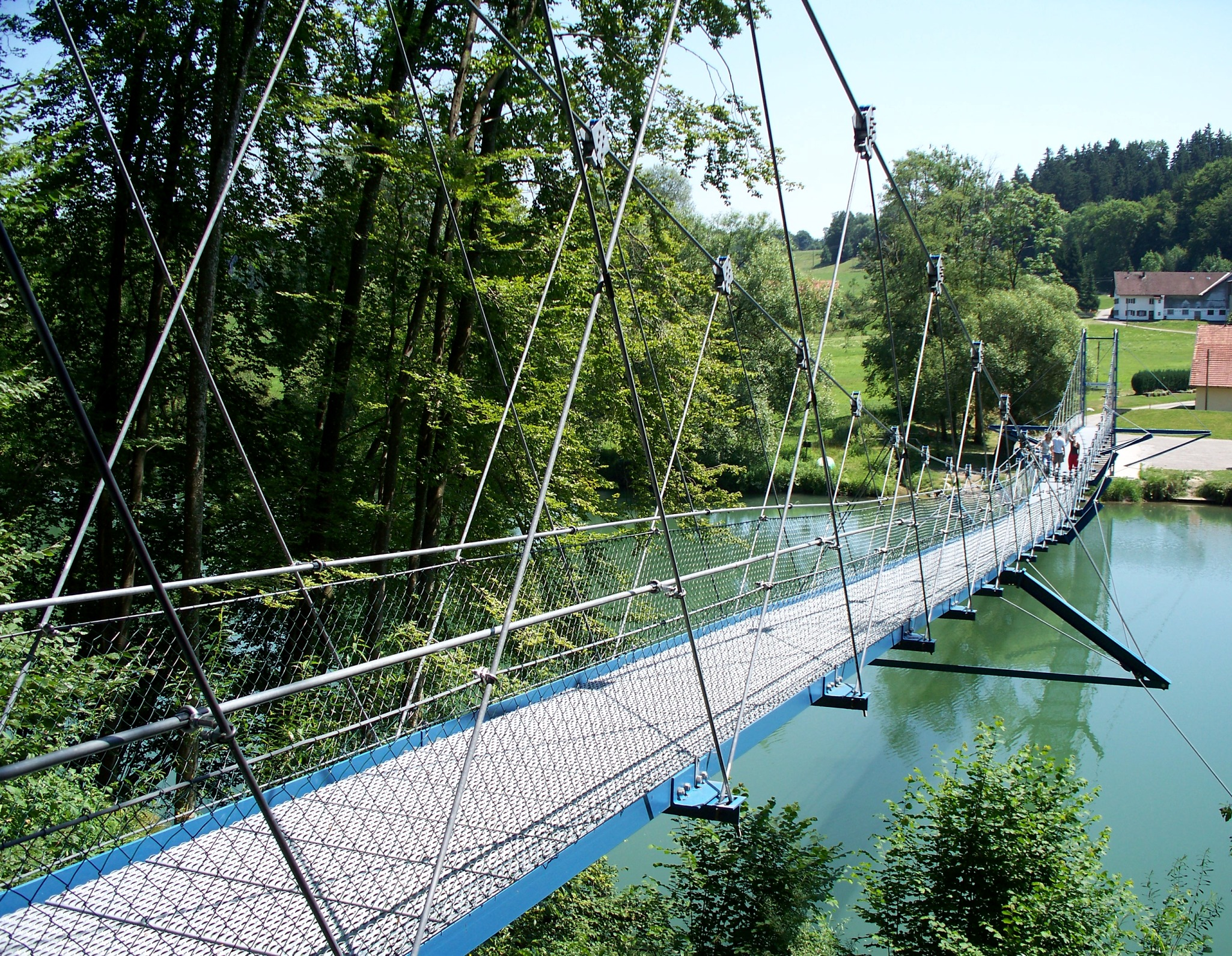
Voetgangersbrug over de Iller bij Altusried
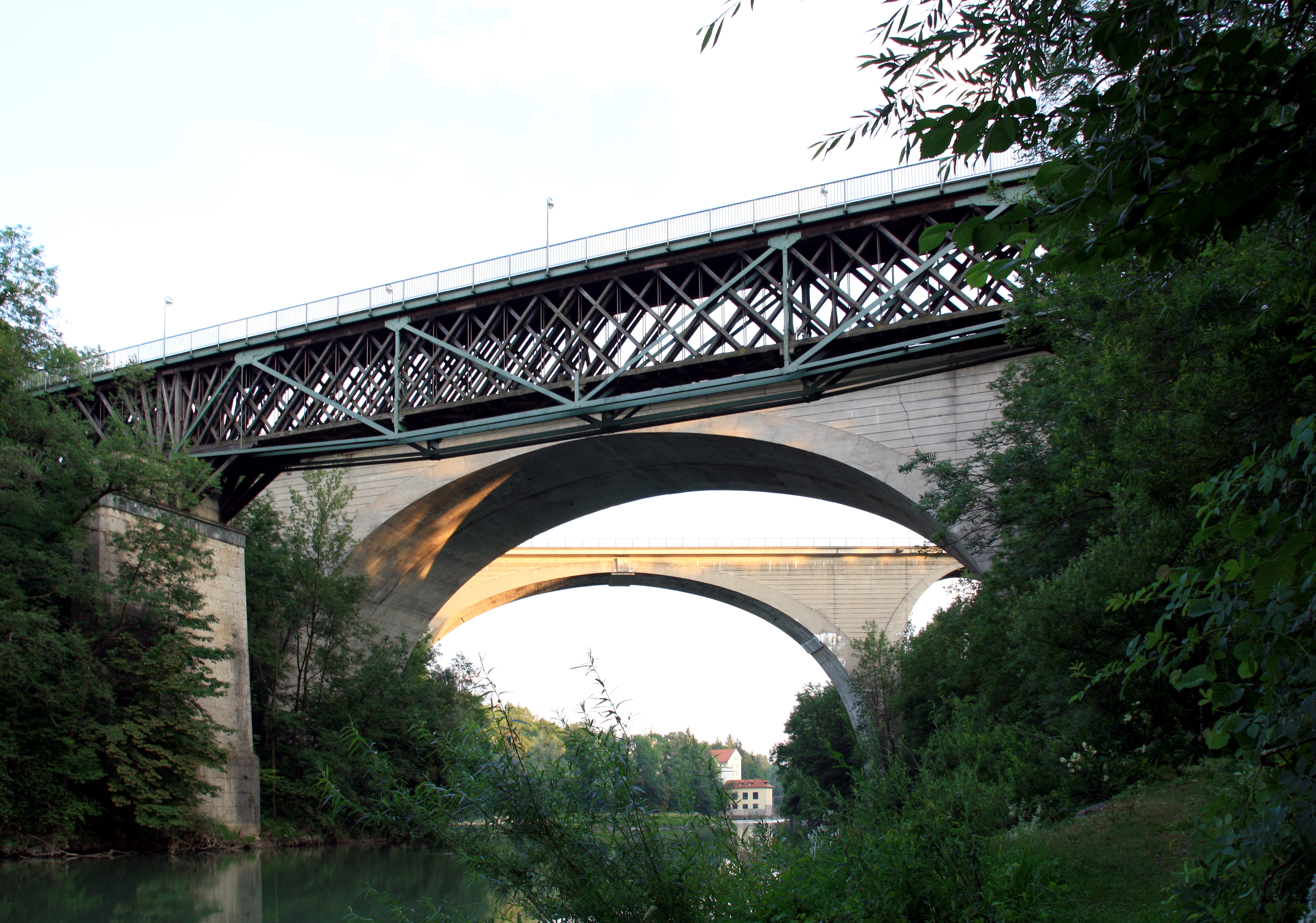
Koning-Lodewijkbrug (1851) bij Kempten
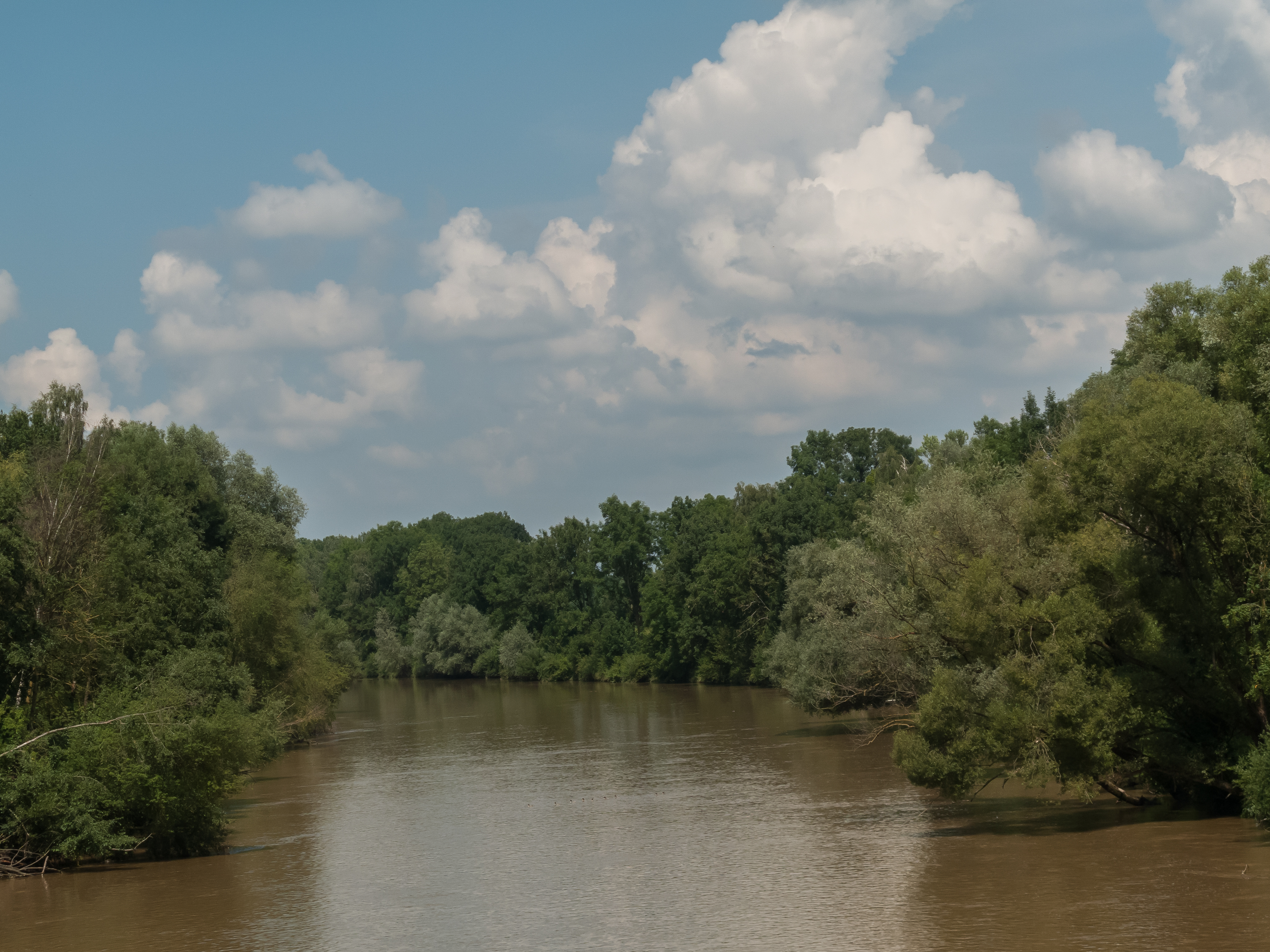
De Iller bij Steinheim, gem. Memmingen
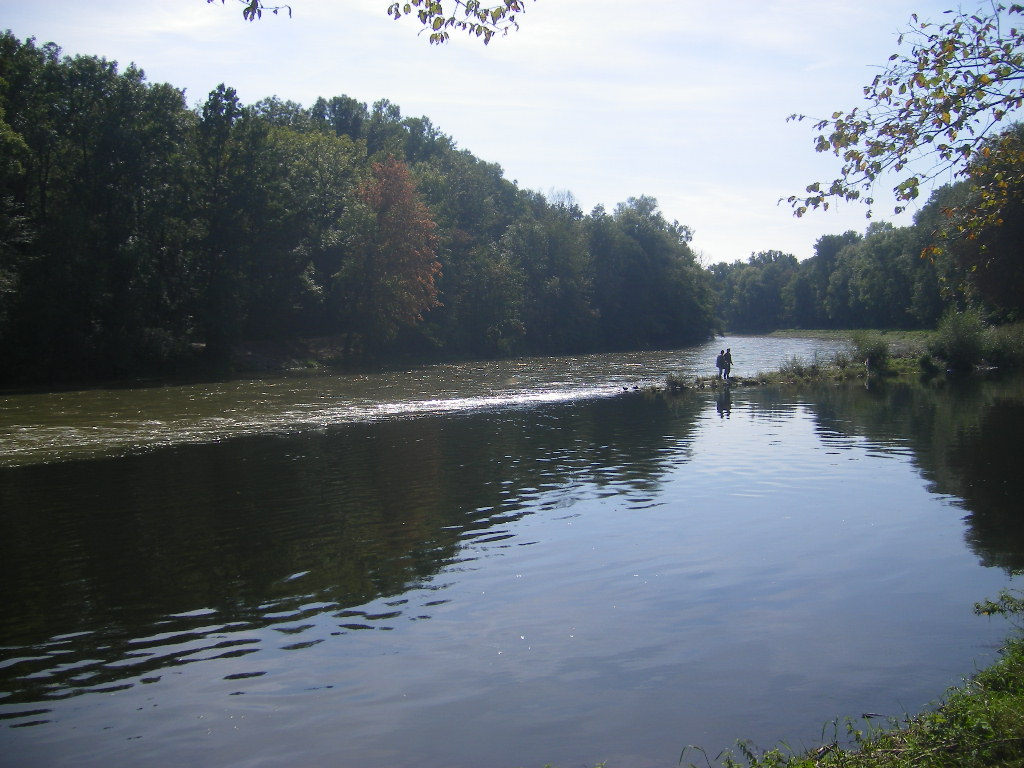
Monding van de Iller (achteraan en rechts op de foto) in de Donau

## Militair ongeluk juni 1957
Op 3 juni 1957 gebeurde op de Iller bij een legeroefening van de Bundeswehr (die pas twee jaar eerder was opgericht en nog niet geheel voorzien van een duidelijke organisatie- en bevelstructuur) een dodelijk incident. Een groep van 28 infanteriesoldaten kreeg het (bij het latere onderzoek onverantwoord, onzinnig genoemde) bevel, bij Hirschdorf, tegenwoordig gemeente Kempten, te voet en met volle bepakking de op deze plek 1,30 meter diepe en 50 meter brede Iller te doorwaden. De watertemperatuur was slechts 8 graden Celsius. De onderofficier, die het bevel gaf, ging bij de oversteek zelf voorop en overleefde het ongeluk. Negentien anderen werden echter door het wild stromende water weggesleurd; vier mannen konden zich redden, o.a. door zich aan een brugpijler vast te houden, maar 15 soldaten vonden de dood. Er volgde een uitvoerig regeringsonderzoek, dat alleen de veroordeling van de leidende onderofficier tot een korte gevangenisstraf en een uitvoerige politieke discussie over de organisatiestructuur van de Bundeswehr tot gevolg had.

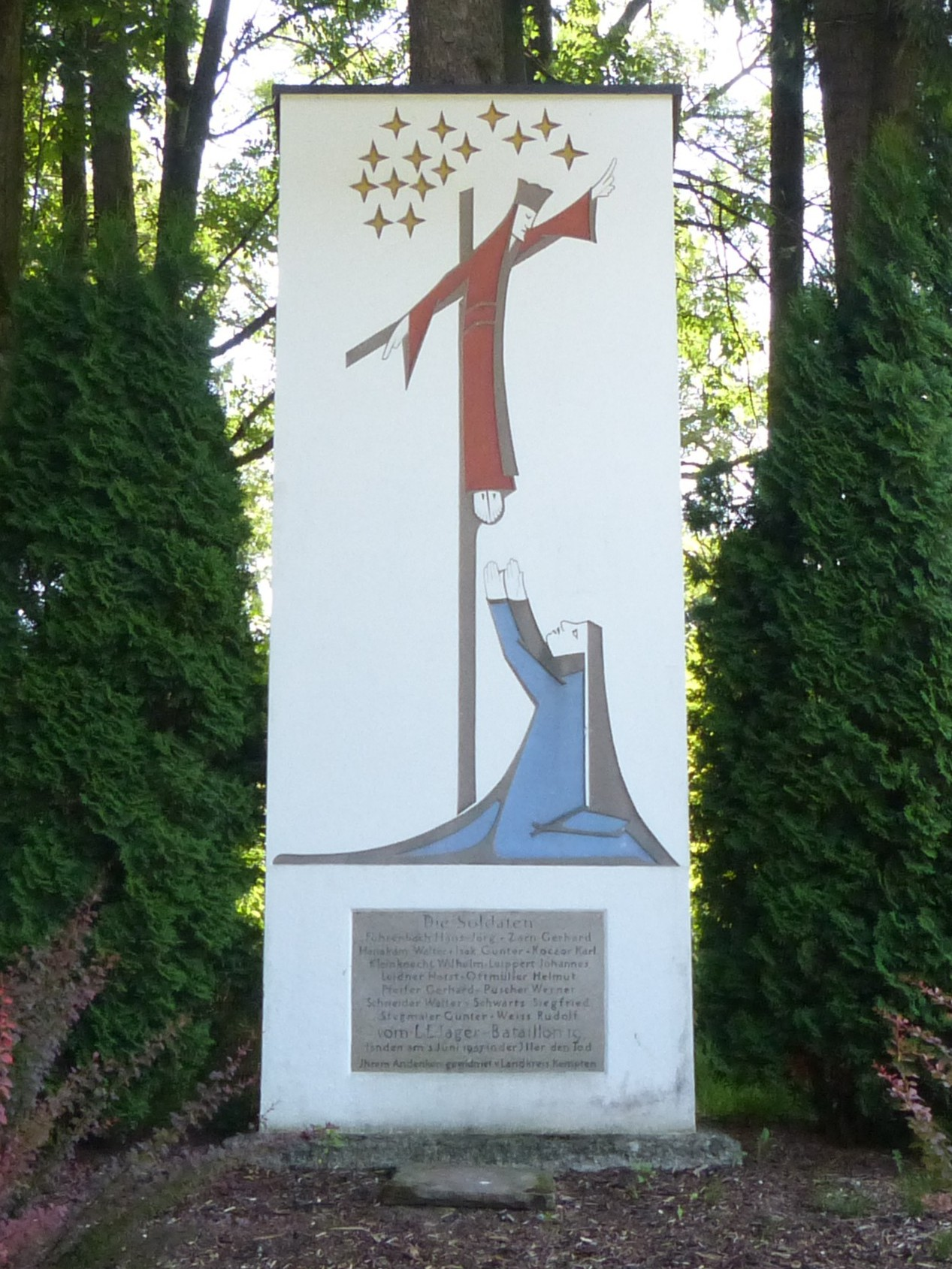
Gedenkteken militair ongeluk Iller 3 juni 1957

## Sport en recreatie
- Op de bovenloop van de Iller wordt veel aan raften gedaan.
- Langs de rivier loopt een ruim 150 km lange fietsroute, de  Iller-Radweg.

- Gemeinsame Normdatei: 4095910-7
- Virtual International Authority File: 247201520